# Premi Whipple
El Premi Fred Whipple, establerta el 1989 per la Secció de Ciències planetàries de la Unió Americana de Geofísica, es presenta a una persona que contribueix de manera destacada al camp de la ciència planetària. El premi va ser creat en honor de Fred Whipple.
El Premi Whipple inclou l'oportunitat de presentar una conferència convidada durant la Reunió de Tardor de la Unió Americana de Geofísica.
| Any  | Destinatari           | Referències  |
| ---- | --------------------- | ------------ |
| 1990 | Fred Whipple          |              |
| 1993 | Eugene Shoemaker      | [ 2 ]        |
| 1994 | David J. Stevenson    |              |
| 1995 | Gordon Pettengill     |              |
| 1998 | John B. Adams         |              |
| 1999 | Bruce C. Murray       |              |
| 2002 | Thomas B. McCord      |              |
| 2004 | John A. Wood          |              |
| 2005 | John T. Wasson        |              |
| 2007 | Raymond E. Arvidson   | [ 3 ]        |
| 2008 | Roger Phillips        | [ 4 ]        |
| 2009 | Jean-Pierre Bibring   | [ 5 ]        |
| 2011 | Joseph Veverka        | [ 6 ] [ 7 ]  |
| 2012 | Steven Squyres        | [ 8 ]        |
| 2013 | Harry McSween         | [ 9 ] [ 10 ] |
| 2014 | Larry Soderblom       | [ 11 ]       |
| 2015 | Alfred McEwen         |              |
| 2016 | John Spencer          | [ 12 ]       |
| 2017 | Michael Malin         |              |
| 2018 | Philip R. Christensen |              |
| 2019 | Faith Vilas           |              |